# Dominik Kuryłek
Dominik Kuryłek (ur. 1979) – historyk i krytyk sztuki, kurator.

## Życiorys
Doktorant w Instytucie Historii Sztuki UJ. Stały współpracownik pism Ha!art i Obieg. Autor licznych tekstów o sztuce publikowanych na łamach polskiej prasy m.in. w „ARTE”, „Fort Sztuki”, www.artpapier.com.pl, teksty.bunkier.pl, „Kwartalnik Rzeźby Orońsko”, „Kresy”, „Dziennik. Polska-Europa-Świat”, teksty.laznia.pl „Format P” oraz w katalogach wystaw, antologiach.
Stypendysta American Center Foundation (2007/8).
Pochodzi z Gdańska, mieszka w Krakowie.

## Działalność kuratorska
Pracuje w duecie kuratorskim z Ewą Małgorzatą Tatar, z którą wspólnie zrealizowali następujące projekty i wystawy, m.in.: 
- Grzegorz Sztwiertnia Teatr i film (Fabryka Schindlera, Kraków 2004)[1]
- Projekt Kuratorenexamen Grzegorza Sztwiertni (w ramach wystawy Eastern Lights w Kulturvereien „Riesa Efau”, Drezno, 2004)[2].
- Ładnie? O ładnym… (artyści: Małgorzata Butterwick, Kinga Dunikowski, Ewa Kaja, Anna-Maria Karczmarska, Michał Kowalski, Kamil Kuskowski, Anna Orlikowska, Anna Ostoja, Aleksandra Polisiewicz, Karol Radziszewski, Grzegorz Sztwiertnia, Zorka Wollny i Roman Dziadkiewicz, Grupa Sędzia Główny, Młyn nr 2 „Ziarno, Kraków 2004)[1][3],
- (re)prezentacja (Le lieu, Quebec, Kanada 2005)[1],
- Anna-Maria Karczmarska i Tomasz Kozak Sacer (Otwarta Pracownia, Kraków 2006)[1],
- Wiedźma Ple-Ple (artystki: Agata Biskup, Basia Bańda, Małgorzata Butterwick, Anna-Maria Karczmarska, Lidka Krawczyk i Wojtek Kubiak, Małgorzata Markiewicz, Marta Pajek, Joanna Pawlik, Efka Szczyrek, Bogna Sroka, Monika Szwed, Zorka Wollny, Galeria DLA, Toruń; Galeria Klimy Bocheńskiej, Warszawa 2006[1][4])
- Przewodnik (projekt obejmujący akcje: Huberta Czerepoka, Romana Dziadkiewicza, Elżbiety Jabłońskiej, Joanny Rajkowskiej (Muzeum Narodowe w Krakowie, 2005-2007)[1][5][6].
- Przezroczyste ciała. Udział kobiet w życiu publicznym 1968/2008, Goethe Institute Krakau 2008-9 (współkurator z Katarzyną Czeczot i Ewą Tatar)[7]
- 2009 – Joanna Pawlik, Teraz serca mam dwa, Delikatesy, Kraków;

Inne projekty kuratorskie:
- Piekło rzeczy (artyści: Anna Bergmark, Agata Biskup, Karolina Brzuzan, Andrzej Czarnacki, Jiří Černicky, Katarzyna Czeczot, Przemysław Czepurko, Roman Dziadkiewicz, Framework (Resonance104,4 fm), John Grzinich, Łukasz Jastrubczak, Joanna Kawicka, Tomasz Kowalski, Jarosław Kozłowski, Patrick McGinley, Pavel Mkrus, Bartosz Mucha, Wilhelm Sasnal, Łukasz Skąpski, Bohdan Slezkin/Michał Slezkin, Dominika Skutnik, Grzegorz Sztwiertnia, Andreas Widmer, Zorka Wollny; współkurator z Ewą Opałką i Krzysztofem Gutfrańskim, CSW Kronika, Bytom 2009)[8]

Projekty w Muzeum Narodowym w Krakowie:
- „Julian Jończyk. Przemienienie”, MNK 2010.
- „Abakanowicz”, MNK 2010.
- Galeria Filmu, Muzeum Narodowe, Kraków 2009.
- Pierwszy krok w stronę kolekcji zachodniej sztuki współczesnej (Muzeum Narodowe w Krakowie, 2007)[9]
- Galeria Sztuki Polskiej XX wieku (jeden z grupy kuratorskiej, Muzeum Narodowe w Krakowie, 2005)[potrzebny przypis]